# Elecciones parlamentarias de Estonia de 1995
Las elecciones parlamentarias de Estonia de 1995 se celebraron el día 5 de marzo de ese año. Los 101 miembros recién elegidos del 8.º Riigikogu se reunieron en el castillo de Toompea en Tallin diez días después de las elecciones. Los partidos gobernantes sufrieron una dura derrota, excepto el Partido Reformista, sucesor del Partido Liberal Democrático de Estonia. El mayor ganador fue la alianza electoral formada por el Partido de la Coalición y sus aliados rurales, que obtuvo una victoria aplastante. La alianza obtuvo 41 escaños, el mejor resultado en las elecciones parlamentarias de Estonia hasta el momento.

## Antecedentes
La mayoría de los votantes estaban desencantados con la política de terapia de choque de la coalición y con los escándalos que ya provocaron la destitución del primer ministro Mart Laar. El mandato de Laar también se caracterizó por luchas internas entre los socios de la coalición, así como entre diferentes grupos de su propia Coalición Pro Patria. Esto provocó una división en 1994, cuando varios grupos abandonaron la Coalición Pro Patria.

## Campaña
KMÜ, aunque declaraba representar la "política de derecha", llevó a cabo una campaña populista muy crítica con los anteriores gobiernos de centroderecha, acusándolos de injusticia, empobrecimiento del pueblo y venta de propiedades. "Pro Patria", por el contrario, preguntaba retóricamente en su programa: "si queremos dejar en el poder a quienes nos condujeron resueltamente hacia el abismo bajo el dominio soviético, si queremos recuperar los cartones de pan y el abrazo opresivo del gran vecino del Este, ¿Queremos hiperinflación y colas en las pensiones? ¿O queremos seguir construyendo una sociedad libre y rica?". El lema principal de KMÜ era "Competencia, cooperación, paz interior"; "Pro Patria" participó bajo los lemas "Elige lo correcto" y "Una elección para la persona pensante".

## Resultados
La derrota de los partidos gobernantes de centroderecha no fue una sorpresa, ya que los partidos de la coalición ya habían sido derrotados en las elecciones locales de 1993. La Coalición Nacional Pro Patria y el Partido de la Independencia Nacional de Estonia formaron una alianza electoral, pero sólo obtuvieron ocho escaños. Los Derechistas, que incluían a miembros del grupo escindido de Pro Patria, los Republicanos y el Partido Popular Conservador, lograron superar el umbral con exactamente el 5% de los votos.
Los Socialdemócratas y el Partido del Centro Rural volvieron a presentar una lista unida y poco después de las elecciones formaron un nuevo partido llamado Moderados.
Un recién llegado a las elecciones fue ¡Nuestro Hogar es Estonia!, una lista de minoría étnica rusa. Entre las listas que no superaron el umbral se encontraba un cartel conocido como el Cuarto Poder, formado por los realistas y los verdes.
|                                    |                                         |         |       |         |  |
| Partido                            | Partido                                 | Votos   | %     | Escaños |  |
|                                    | Partido de la Coalición y Unión Rural   | 174.248 | 32,23 | 41      |  |
|                                    | Partido Reformista Estonio              | 87.531  | 16,19 | 19      |  |
|                                    | Partido del Centro Estonio              | 76.634  | 14,17 | 16      |  |
|                                    | RKEI-ERSP                               | 42.493  | 7,86  | 8       |  |
|                                    | Moderados (ESDP–EMK)                    | 32.381  | 5,99  | 6       |  |
|                                    | Nuestro Hogar es Estonia (EÜR–VEE)      | 31.763  | 5,87  | 6       |  |
|                                    | Los Derechistas                         | 27.053  | 5,00  | 5       |  |
|                                    | Mejor Estonia–Ciudadano Estonio         | 19.529  | 3,61  | 0       |  |
|                                    | Partido del Futuro Estonio              | 13.907  | 2,57  | 0       |  |
|                                    | Justicia (EDTP–ÕTE)                     | 12.248  | 2,27  | 0       |  |
|                                    | Partido de los Granjeros Estonios       | 8.146   | 1,51  | 0       |  |
|                                    | KunRoh (ERP–ER)                         | 4.377   | 0,81  | 0       |  |
|                                    | Unión Central de Nacionalistas Estonios | 3.477   | 0,64  | 0       |  |
|                                    | Partido del Bosque                      | 3.239   | 0,60  | 0       |  |
|                                    | Partido Azul Estonio                    | 1.913   | 0,35  | 0       |  |
|                                    | Unión Democrática Estonia               | 316     | 0,06  | 0       |  |
|                                    | Independientes                          | 1.444   | 0,27  | 0       |  |
|                                    |                                         |         |       |         |  |
| Votos válidos                      | Votos válidos                           | 540.699 | 99,06 | –       |  |
| Votos nulos/en blanco              | Votos nulos/en blanco                   | 5.142   | 0,94  | –       |  |
| Total                              | Total                                   | 545.841 | 100   | 101     |  |
| Votantes registrados/participación | Votantes registrados/participación      | 790.392 | 69,06 | –       |  |
| Fuente: Nohlen & Stöver            |                                         |         |       |         |  |

## Fromación de gobierno
Después de las elecciones, el Partido de Coalición bajo el liderazgo de Tiit Vähi y los partidos rurales formaron una coalición gubernamental con el Partido del Centro Estonio. Sin embargo, el gobierno colapsó en el otoño de 1995 tras el llamado escándalo de la cinta. Como resultado, el Partido del Centro fue reemplazado por el Partido Reformista en el gobierno. Esta coalición, que sufrió desacuerdos internos y enfrentamientos entre el liberal Partido Reformista y los partidos rurales de centroizquierda, terminó en 1996, cuando el Partido Reformista abandonó el gobierno. El Partido de Coalición y sus aliados rurales continuaron como gobierno minoritario hasta las siguientes elecciones en marzo de 1999. Los gobiernos de KMÜ en general continuaron con las reformas de libre mercado y la integración occidental iniciada bajo los gobiernos de Pro Patria, con cambios menores implementados.